# マーケットプレス
マーケットプレスは、ラジオNIKKEI第1放送で2013年4月1日から平日9:00 - 14:30（JST）に生放送されている株式市況のラジオ番組である。

## 概要
ラジオNIKKEIでは2009年以後、株式市況放送を東京都赤坂にある本社スタジオから、市場の動向をモニターしながら、ラジオNIKKEIの第一線経済記者がその日の相場について解説する放送を行っている。
この番組もそのスタイルを踏襲しており、東証の現物市況のほか、為替、金・大豆などの商品先物取引、デリバティブ取引や企業の最新情報をわかりやすく解説している。
祝日、年末年始は株式市場相場が休場日になり、祝日特番編成となるので、中断時間帯の番組（一部除く）を含め、番組休止である。
なお、ラジオNIKKEI第2放送は独自編成を2012年10月から実施しているため放送していない。

## パーソナリティ
基本的に男性は「兜倶楽部」所属のラジオNIKKEI記者が担当する。左が前場、右が後場の司会者。
- 月曜 - 和島英樹・岸田恵美子／鈴木一之（株式アナリスト）・叶内文子
- 火曜 - 和島英樹・岸田恵美子／鎌田伸一・崔真淑（隔週）・浜田節子
- 水曜 - 馬渕治好（隔週）・岸田恵美子／鎌田伸一、岡崎 亮介（交互出演）・叶内文子
- 木曜 - 鎌田伸一・岸田恵美子／和島英樹・飯村美樹
- 金曜 - 鎌田伸一・岸田恵美子／東野幸利、福永博之（交互出演）・浜田節子